# Kupang
La città di Kupang si trova in Indonesia ed è il maggior centro urbano presente sulla parte sud occidentale dell'isola di Timor, con una popolazione superiore ai 430.000 abitanti. È il capoluogo della provincia indonesiana di Nusa Tenggara Orientale.

## Storia
La città di Kupang fu un importante porto commerciale al tempo della colonizzazione dell'arcipelago, prima da parte portoghese e poi olandese. Nel 1789 Kupang fu il punto di approdo finale del capitano William Bligh, abbandonato in mare in seguito al celebre episodio dell'Ammutinamento del Bounty. Nel 1967 la città divenne sede della diocesi di Kupang della Chiesa cattolica, elevata poi ad arcidiocesi nel 1989.